# Nibas
Nibas település Franciaországban, Somme megyében. Lakosainak száma 828 fő (2022. január 1.). Nibas Arrest, Feuquières-en-Vimeu, Fressenneville, Friville-Escarbotin, Ochancourt, Pendé, Saint-Blimont és Valines községekkel határos.

## Népesség
A település népességének változása:
| Lakosok száma | 835  | 846  | 868  | 853  | 854  | 852  | 844  | 836  | 828  |
|               | 2013 | 2015 | 2016 | 2017 | 2018 | 2019 | 2020 | 2021 | 2022 |